# Cratere Calahorra
Calahorra  è un cratere sulla superficie di Marte.